# Tocosh
Tocosh, togosh ou tocos  é um alimento obtido por uma técnica de conservação andina  e que tem propriedades  nutritivas e    terapêuticas . É o resultado da  fermentação   bacteriana de alimentos andinos como: a  batata , o milho e o olluco. É alojada em buracos construídos na terra, envolvidos em palha e pressionados mecanicamente por pedras, sob uma corrente de água proveniente de um manancial. Ficam nesse ambiente de 4 a 24 meses. Depois desse tempo, é retirado e exposto ao vento e ao sol.
Essa técnica de preparo é ancestral e utilizada pelos povoadores das regiões centrais do  Peru,  que utilizam o tocosh como  medicamento , sendo a mazamorra de tocosh ou tocosh api a forma de consumo mais conhecida. As batatas que passam por este processo são reduzidas de tamanho, exceto nas casca, e têm cheiro desagradável.

## Etimologia
A palavra tocosh deriva do vocábulo tuqush, palavra quechua que significa enrugado e fermentado.

## Importância econômica e cultural

### Uso medicinal
O tocosh pode ser utilizado como um antibiótico natural porque a penicilina produzida durante o processo de fermentação é capaz de proteger a mucosa gástrica de dano ou inflamação.
Tradicionalmente, este produto é usado no pós-parto, resfriado, pneumonia, na cura de feridas, como antibactericida, cicatrizante de hemorroidas e de úlceras gástricas para evitar as infecções gastrointestinais e mal da altitude ou ‘soroche’. Ademais, pode ser usado como antibiótico, energizante, probiótico eficaz e de muito baixo custo.
Pelo mesmo processo também é feito o tocosh de milho, que não tem as mesmas propriedades do Tocosh de batata. A análise da composição química leva a considerá-lo um alimento que contribui com aminoácidos essenciais. O processo de produção do alimento permite que seus nutrientes se organizem em frações mais singelas e facilmente assimiláveis. Também incrementa a composição linoleica e de cálcio, podendo ser recomendado como um alimento complementar para crianças.
No Peru, as três regiões que produzem tocosh tradicionalmente são Ânchache, Huánuco e Junín.

## Preparo
Cava-se um buraco de 1,5 metros de profundidade e 1 metro de diâmetro na terra. Cobrem-se o fundo e as paredes com palha abundante. Então, o poço é enchido com batatas, colocando-se uma nova camada de paha a cada 30 centímetros de batatas. Quando o poço está cheio, se cobre com uma última manta de palha e é finalizado com pedras. Por um pequeno canal escavado na terra, enche-se o poço com água e a água corre permanentemente através do poço por um período de quatro meses a dois anos. O alimento está pronto quando se levanta uma espuma com um forte cheiro a podre entre as pedras e a palha da superfície. Então é recolhido e colocado ao sol e ao evento para ficar pronto para seu consumo.

## Variedades
Podemos encontrar diversas variedades de tocosh dependendo do alimento com  que é produzido. Todos são produzidos com o mesmo método.

#### Tocosh de batata
É a variedade mais popular e normalmente preparada com batatas huayro, iskupuru e branca.

#### Tocosh de milho
O tocosh de milho não conta com todas propriedades medicinais e nem os valores nutricionais e curativos da batata.

#### Tocosh deOxalis tuberosa
Possui as mesmas propriedades medicinais do tocosh de batata.

#### Tocosh deUllucus tuberosus
O tocosh de  Ullucus tuberosus  não é muito popular porque não contém todo o valor nutricional do tocosh de batata.